# 1920年アントワープオリンピックのサッカー競技
1920年アントワープオリンピックのサッカー競技（1920ねんアントワープオリンピックのサッカーきょうぎ）は、1920年8月28日に開幕した。9月2日に決勝戦が行われ、金メダルを獲得したのは開催国のベルギーであった。

## 概要
アントワープ大会は1914年から1917年にかけて起こった第一次世界大戦によりオリンピックが中断されたため、8年ぶりとなるオリンピックの開催となった。この大会では初めてヨーロッパ以外の国であるエジプトからのエントリーがあった。前回大会から8年のブランクは各国の勢力図に大きな変化をもたらし、前々回、前回と2大会連続で優勝を飾ったイギリス代表は早くも1回戦で姿を消した。同じく2大会連続で準優勝だったデンマークも1回戦で姿を消し、大会は当初から波乱含みで始まった。14か国が参加しトーナメントで争われたが、決勝戦で起こったアクシデントによりメダルの金メダル以外の決定方法が非常に混乱した大会となった。

## 大会方式
参加国14か国によってトーナメント方式で争われた。14か国中12か国が1回戦からトーナメントに参加。フランスと開催国のベルギーは2回戦からのシードになった。決勝戦まで駒を進めたチェコスロバキアが途中で試合を放棄したため、トーナメントの戦績から除外され、順位決定戦により銀メダルと銅メダルの受賞国が決定された。試合はアントワープの他、ブリュッセル、ヘント他1都市で開催された。

## 参加国
参加国は以下の14か国である。
- ベルギー
- デンマーク
- エジプト
- スペイン
- フランス
- イギリス
- ギリシャ
- イタリア
- ルクセンブルク
- オランダ
- ノルウェー
- スウェーデン
- チェコスロバキア
- ユーゴスラビア

## 試合結果

### 1回戦
| 8月28日 |  | デンマーク     | 0 | - | 1 | スペイン         |
| 8月28日 |  | ユーゴスラビア | 0 | - | 7 | チェコスロバキア |
| 8月28日 |  | イタリア       | 2 | - | 1 | エジプト         |
| 8月28日 |  | イギリス       | 1 | - | 3 | ノルウェー       |
| 8月28日 |  | オランダ       | 3 | - | 0 | ルクセンブルク   |
| 8月28日 |  | スウェーデン   | 9 | - | 0 | ギリシャ         |

### 2回戦
| 8月29日 |  | チェコスロバキア | 4 | - | 0 | ノルウェー   |
| 8月29日 |  | オランダ         | 5 | - | 4 | スウェーデン |
| 8月29日 |  | フランス         | 3 | - | 1 | イタリア     |
| 8月29日 |  | ベルギー         | 3 | - | 1 | スペイン     |

### 準決勝
| 8月31日 |  | フランス | 1 | - | 4 | チェコスロバキア |
| 8月31日 |  | ベルギー | 3 | - | 0 | オランダ         |

### 決勝
| 9月2日 |  | ベルギー | 3 | - | 0 | チェコスロバキア |

チェコスロバキアは43分過ぎにレフェリーに抗議し、試合を放棄した。このため、チェコスロバキアの試合結果はトーナメントの戦績から除外された。

### 順位決定戦

#### 1回戦
| 8月31日 |  | イタリア | 2 | - | 1 | ノルウェー   |
| 9月1日  |  | スペイン | 2 | - | 1 | スウェーデン |

#### 2回戦
| 9月2日 |  | イタリア | 0 | - | 2 | スペイン |
| 9月2日 |  | オランダ |   | - |   | フランス |

フランスは順位決定戦に参加しなかったが、イタリアとの直接対決で勝利しているため4位とする。

#### 2位決定戦
| 9月5日 |  | オランダ | 1 | - | 3 | スペイン |

#### 8位決定戦
| 9月2日 |  | ユーゴスラビア | 2 | - | 4 | エジプト |

## 最終結果
| 順位 | 国・地域 |
| ---- | -------- |
| 1    | ベルギー |
| 2    | スペイン |
| 3    | オランダ |
| 4    | フランス |

## 各国メダル数
| 順 | 国・地域 | 金 | 銀 | 銅 | 計 |
| -- | -------- | -- | -- | -- | -- |
| 1  | ベルギー | 1  | 0  | 0  | 1  |
| 2  | スペイン | 0  | 1  | 0  | 1  |
| 3  | オランダ | 0  | 0  | 1  | 1  |